# Епобур
Епобур (фр. Espaubourg) насеље је и општина у североисточној Француској у региону Пикардија, у департману Оаза која припада префектури Бове.
По подацима из 2011. године у општини је живело 481 становника, а густина насељености је износила 80,3 становника/km². Општина се простире на површини од 5,99 km². Налази се на средњој надморској висини од 100 метара (максималној 230 m, а минималној 91 m).

## Демографија
| 1962. | 1968. | 1975. | 1982. | 1990. | 1999. | 2011. |
| ----- | ----- | ----- | ----- | ----- | ----- | ----- |
| 228   | 244   | 206   | 223   | 308   | 376   | 481   |

График промене броја становника у току последњих година